# Produção de soja no Brasil
A soja é, no Brasil, um dos principais itens da produção agrícola, sendo o segundo maior produtor mundial, e o maior exportador mundial movimentando sua cadeia produtiva de agronegócio. No biênio 2016/2017, a cultura ocupou uma área de 33,89 milhões de hectares, o que totalizou uma produção de 113,923 milhões de toneladas, tendo como maiores estados produtores os estados do Mato Grosso, Paraná, Rio Grande do Sul.
A grande expansão da soja no Brasil veio associada a uma série de impactos negativos para o meio ambiente e a sociedade, incluindo altos índices de desmatamento, concentração fundiária, conflitos no campo, grilagem, poluição do solo e da água e prejuízos para a agricultura familiar.

## Histórico
Sua introdução deu-se no ano de 1882, pelo professor da Escola de Agronomia da Bahia em Cruz das Almas, Gustavo Dutra, a partir de matrizes estadunidenses, mas a cultura não prosperou devido às diferenças climáticas em relação à região de origem das sementes. Em 1891 sua adaptação, com matrizes semelhantes às usadas por Dutra, foi experimentada pelo Instituto Agronômico de Campinas, em São Paulo, resultando, uma década mais tarde, na primeira distribuição de sementes.
 Em 1900 a cultura foi introduzida no Rio Grande do Sul com sucesso.
A produção da soja até 1941 era quase totalmente destinada à forragem animal, sendo que neste ano ocorre a mudança para a produção de grãos e farelo, que foi se desenvolvendo cada vez mais até a quase extinção do plantio para os fins originais. Naquele ano foi registrada a primeira safra destinada à comercialização, e em 1949 o Brasil pela primeira vez figurou nas estatísticas internacionais como produtor, com 25 mil toneladas. Na década de 1950 a produção atingiu as 100 mil toneladas, na década de 1960 a área plantada começou a se expandir rapidamente e a produção alcançou 1,6 milhão de toneladas. Cerca de 98% desta produção provinha da Região Sul.

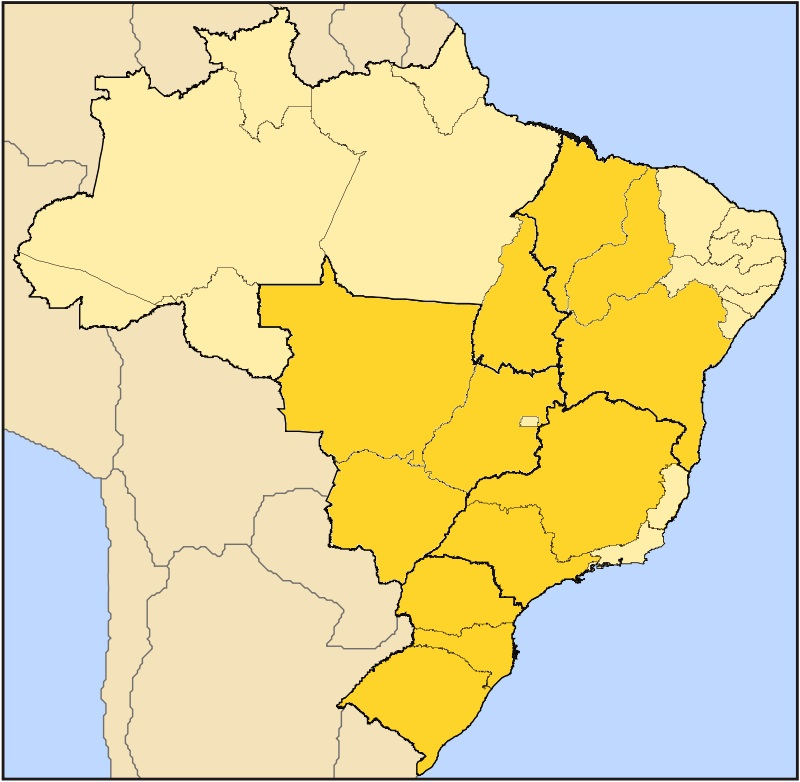
Principais estados produtores de soja no Brasil

No ano de 1973 ocorreu uma cheia no Rio Mississipi, nos Estados Unidos, que devastou as plantações. A quebra da safra norte-americana criou a oportunidade para o empresário Olacyr de Moraes inaugurar uma nova fronteira agrícola no país, através do cultivo da soja no Cerrado do Centro-Oeste. Moraes tornou-se o maior produtor individual do mundo, o que lhe valeu o título na imprensa de "Rei da Soja". Em 1979 a produção nacional batia a marca de 15 milhões de toneladas. Dos anos 1970 a 2011 a soja foi a cultura que mais cresceu no país, especialmente na região central, onde passou de 500 mil toneladas em 1970 para 44,82 milhões de toneladas em 2011, enquanto que no sul o crescimento foi pouco expressivo.
Uma série de fatores contribuíram para essa expansão, entre eles incentivos governamentais, melhorias nas técnicas agrícolas, mercado internacional em alta, significativa substituição das gorduras animais tradicionalmente usadas na alimentação das pessoas por óleos vegetais, desenvolvimento de um grande parque industrial para produção de insumos e processamento dos grãos, criação de uma rede de cooperativas, melhorias no sistema de transportes e avanços nas pesquisas científicas.
O vasto crescimento da produção determinou uma série de mudanças em larga escala e sem precedentes no Brasil. Em primeiro lugar, deve-se principalmente à soja a consolidação da agricultura comercial no país. Também foi a maior responsável pela aceleração da mecanização nas lavouras, pela modernização dos transportes, pela expansão da fronteira agrícola, pelo incremento do comércio internacional, pela modificação da dieta alimentar da população, pela interiorização da urbanização e pelo povoamento do Cerrado. O dinamismo da produção pode ser comparado em importância aos grandes ciclos econômicos do passado, como o ciclo do açúcar, o ciclo do cacau e o ciclo do café, que em sua vigência dominaram a economia brasileira.

## Produção brasileira

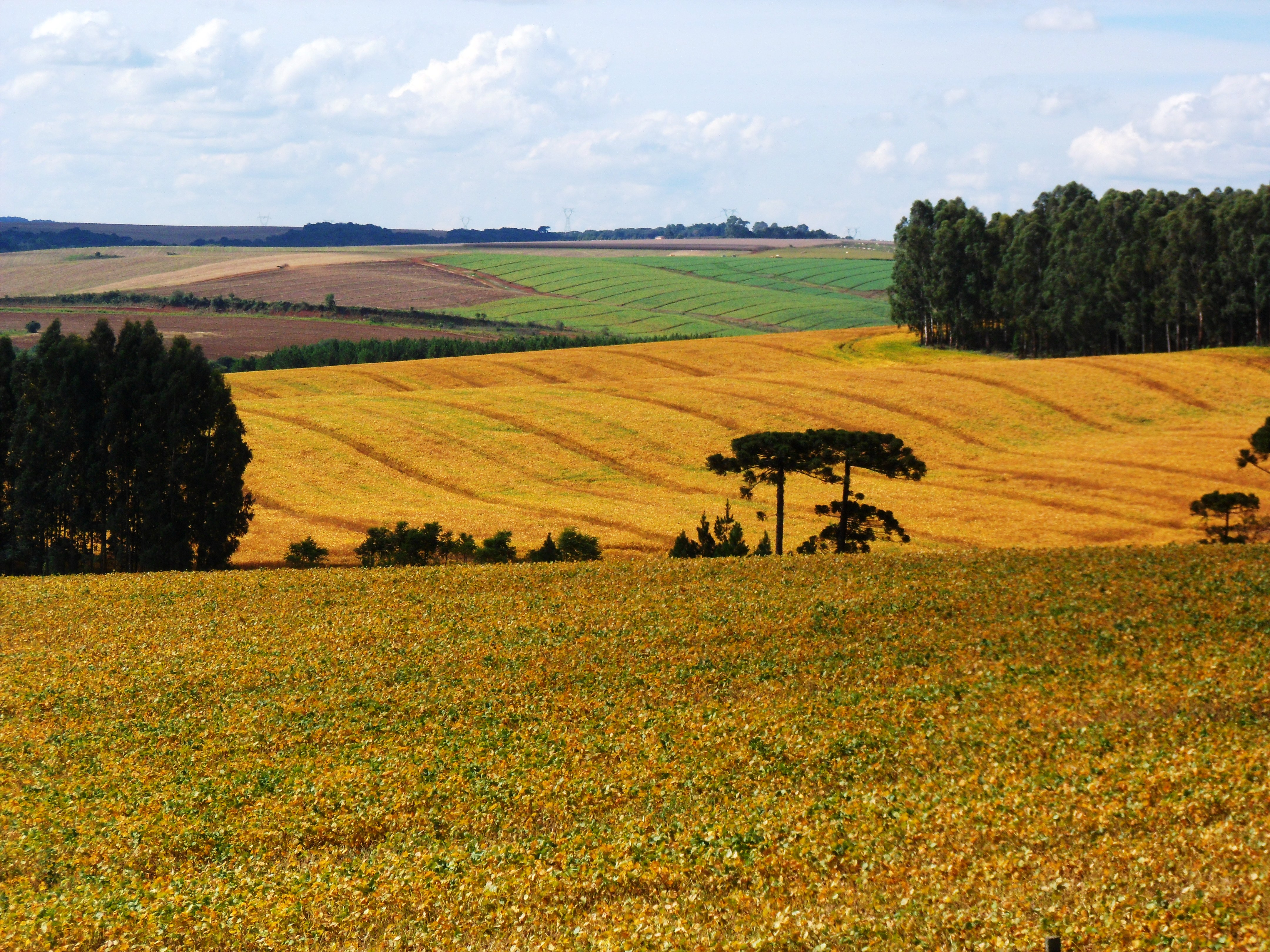
Plantação de soja em Guarapuava (PR), Brasil.

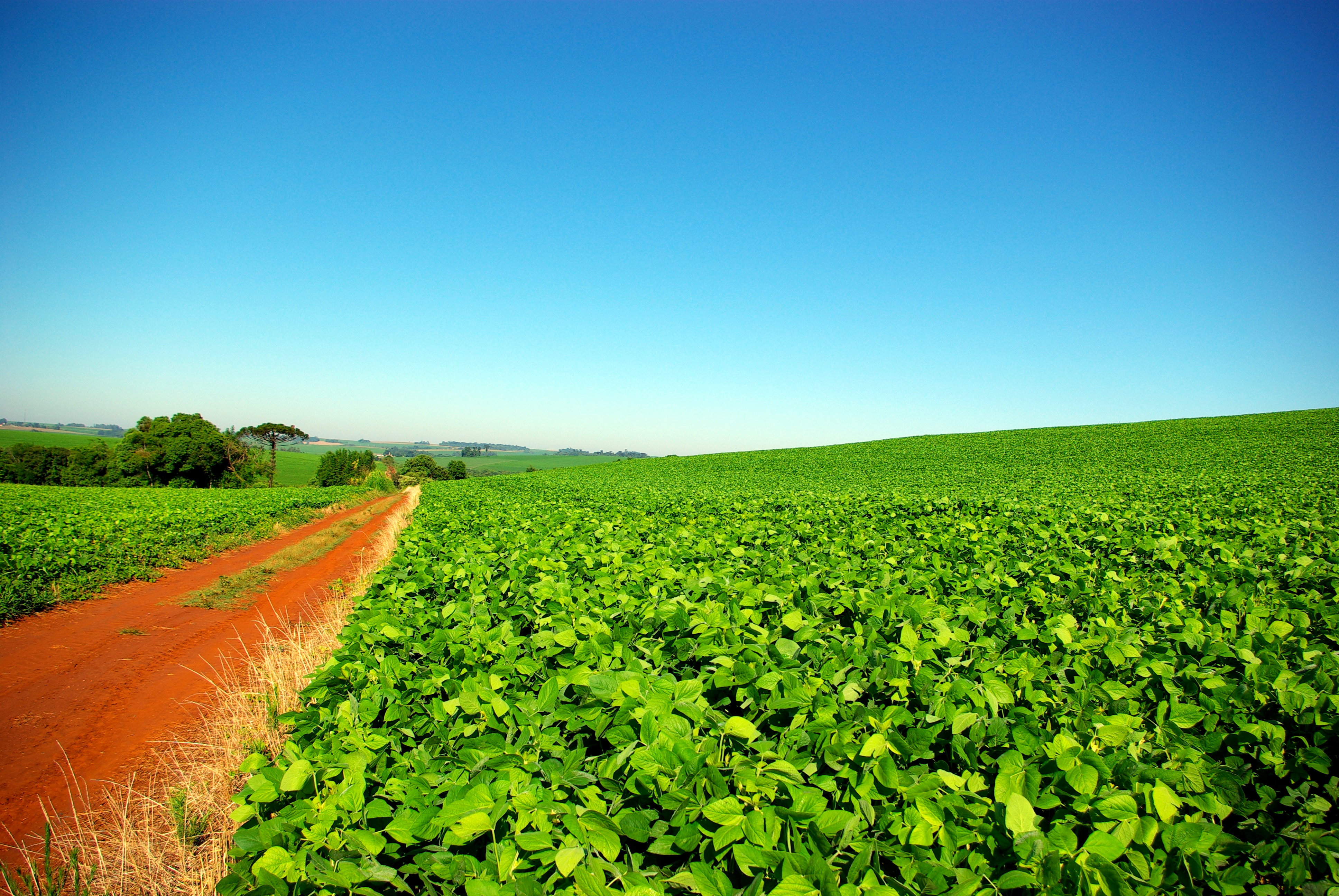
Plantação de soja no Rio Grande do Sul.

No ano de 2003 o país teve uma produção de cinquenta e dois milhões de toneladas, o que correspondeu a 26,8% da produção do mundo.
Na safra 2007/2008 a produção foi 60,1 milhões de toneladas, superada apenas pela estadunidense; a previsão de colheita para a safra 2008/2009 foi de 64 milhões de toneladas.
Os maiores produtores brasileiros foram Goiás, Paraná e Mato Grosso, respectivamente com produções em 2004-2006, de quinze, nove e seis milhões de toneladas.
Em 2009, o Brasil foi o segundo maior exportador de soja do mundo.
As exportações brasileiras do complexo soja (grão, farelo e óleo) evoluíram de US$ 4,2 bilhões em 2000 para US$ 17,2 bilhões em 2009, segundo dados da OMC, o que assinala o principal incremento de um produto nas exportações agrícolas do período.
Um dos principais desafios dos produtores é o Custo Brasil, ocasionado pelo centralismo (já que o produto devia ser escoado por portos mais próximos dos seus produtores, facilitando e barateando o frete com menos desperdícios de caminhões em péssimas estradas). Segundo levantamento da Abimaq,  de cada dez sacas de soja, cinco são perdidas  em estradas degradadas a cada viagem até o Porto de Santos.
Além de Mato Grosso, Paraná e Rio Grande do Sul, outros estados brasileiros também se destacaram na produção de soja, como: Goiás, Mato Grosso do Sul, Minas Gerais, Bahia, São Paulo, Maranhão,Tocantins, Piauí, Santa Catarina e Pará.
Em 2017, o Brasil era o maior exportador de soja em grãos do mundo, responsável por 42,46% de todas as exportações mundiais. Os Estados Unidos vêm em segundo lugar com 39,81% e a Argentina em terceiro lugar, com 6,42%. Juntos, estes três países são responsáveis por 88,70% de todas as exportações mundiais. 
Com relação à produção mundial, os Estados Unidos correspondem a 34,82%, em seguida vem o Brasil com 30,90% e a Argentina com 16,49%. Juntos, os três países são responsáveis por 82,20% da safra mundial.
No mesmo ano, a China era o maior importador de soja do mundo, responsável por 62,58% de todas as importações mundiais. Em segundo lugar, muito distante, vem a União Europeia com 10,04% das importações mundiais.
A safra 2019/20, apresentou um aumento de 7,6% em relação a safra anterior segundo o USDA (Departamento de Agricultura dos Estados Unidos) superando então, os americanos e se tornando o maior produtor e exportador de soja no mundo.
Segundo a Pesquisa sobre Cultura da Soja, 72% dos produtores brasileiros do grão enxergam o clima como principal desafio. Já 14% se preocupam com a oscilação do preço da commodity, 8% com pragas e 6% tem as doenças como principal preocupação.
Além disso, o seguro rural é usado por 26% dos produtores de soja para evitar o impacto de surpresas negativas. 42% dos produtores de soja usam tecnologia de monitoramento agrícola para garantir maior previsibilidade da safra. Destes, 58% optam por prescrições e imagens de satélite, enquanto 26,2% preferem as relacionadas ao clima e 16% usam telemetria.

## Estatísticas
| Dados referentes ao biênio 2019/2020 | Produção (milhões de toneladas) | Área plantada (milhões de hectares) | Produtividade (kg/ha) |
| ------------------------------------ | ------------------------------- | ----------------------------------- | --------------------- |
| Soja no mundo (fonte: USDA)          | 337,298                         | 122,647                             | -                     |
| Soja no Brasil (Fonte: CONAB)        | 124,845                         | 36,950                              | 3.379                 |
| Mato Grosso (Fonte: CONAB)           | 35,885                          | 10,004                              | 3.587                 |
| Paraná (Fonte: CONAB)                | 21,598                          | 5,503                               | 3.925                 |
| Rio Grande do Sul (Fonte: CONAB)     | 11,444                          | 5,902                               | 1.939                 |
| Goiás (Fonte: CONAB)                 | 13,159                          | 3,545                               | 3.712                 |

- Consumo interno de soja em grão (CONAB): 43,454 milhões de toneladas
- Exportação de soja em grão (Agrostat): 74,1 milhões de toneladas - U$ 26,1 bilhões
- Exportação de farelo (Agrostat): 16,7 milhões de toneladas - U$ 5,9 bilhões
- Exportação de óleo (Agrostat): 1,0 milhões de toneladas - U$ 0,7 bilhões
- Total exportado (Agrostat): U$ 32,6 bilhões

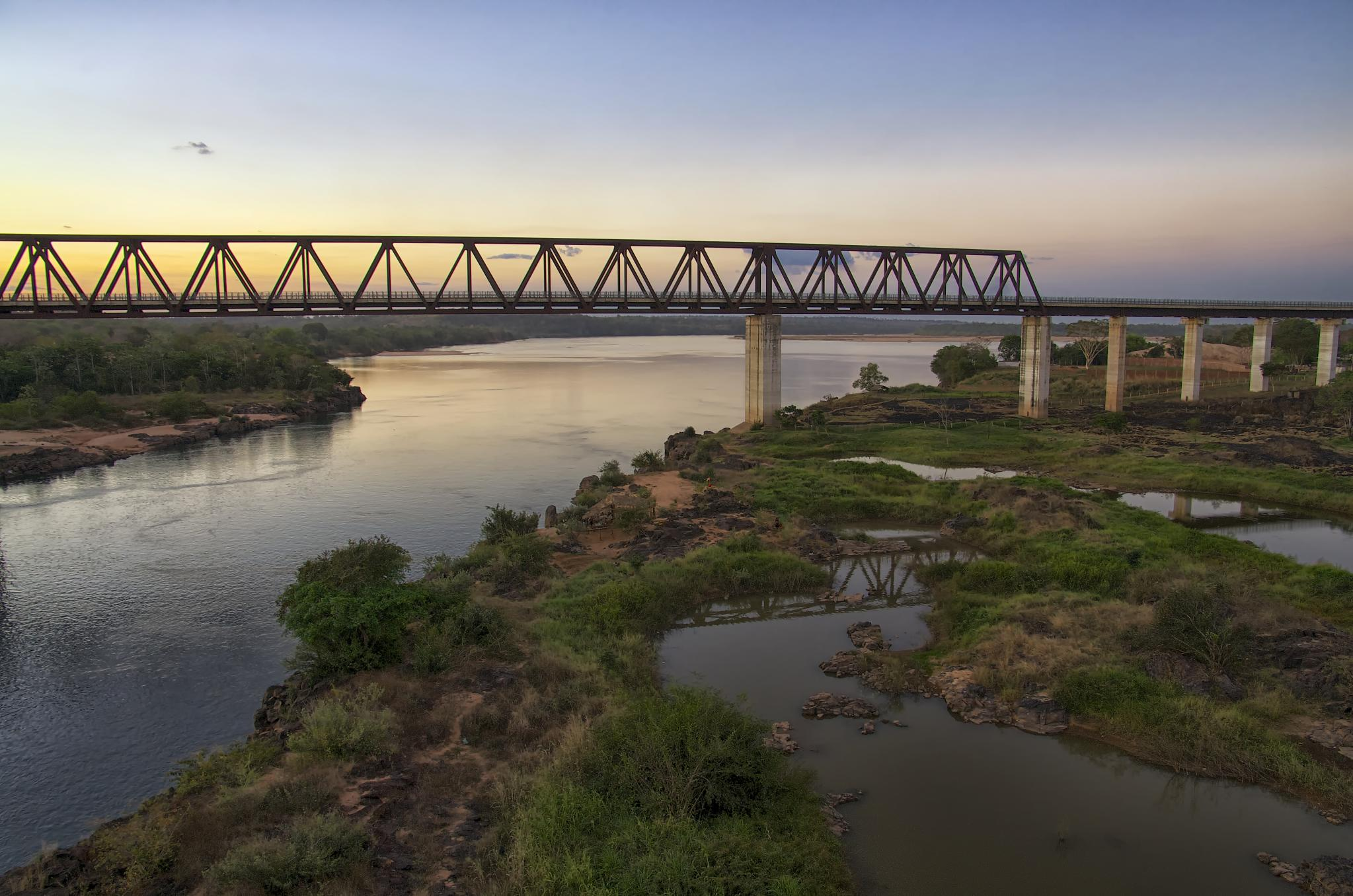
Ferrovia Norte-Sul, utilizada para escoar os grãos da região central do Brasil ao Porto de Itaqui (São Luís-MA)

Outros estados que são grandes produtores:
- Mato Grosso do Sul - produziu 10,5 milhões de toneladas em 2020; [11]
- Bahia - Em 2019, a Bahia produziu 5,3 milhões de toneladas; [12]
- Minas Gerais - Na safra 2018/2019, colheu 5 milhões de toneladas;[13]
- Maranhão - Em 2019, o Maranhão produziu 3 milhões de toneladas;[12]
- São Paulo - Na safra 2018/2019, colheu 3 milhões de toneladas. [13]
- Tocantins - Na safra de 2019, colheu 3 milhões de toneladas;[14]
- Piauí - Em 2019, o Piauí produziu 2,4 milhões de toneladas.[12]
- Santa Catarina - Em 2019, Santa Catarina colheu 2,3 milhão de toneladas.[13]

## Impactos sociais e ambientais

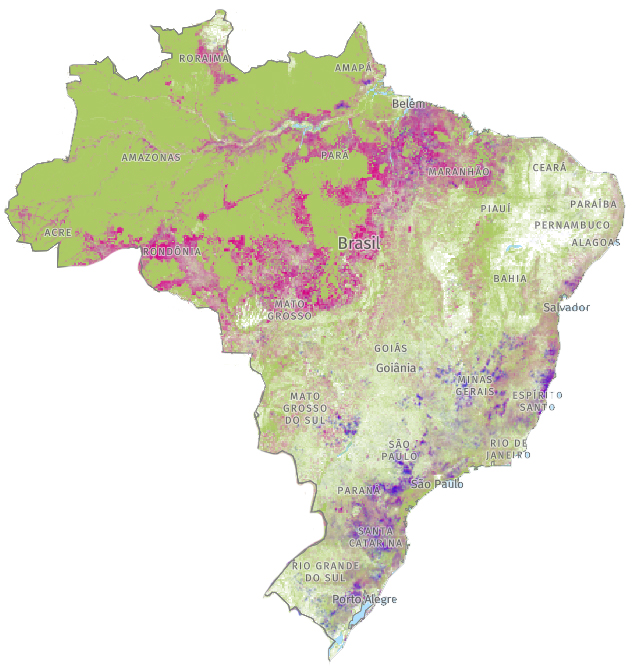
Perda de cobertura florestal no período de 2001 a 2018, com dados do Global Forest Watch / Resource Watch. As áreas mais vermelhas são as mais desmatadas.

A cultura da soja está associada a uma série de impactos sociais e ambientais negativos. É uma das principais causas de desmatamento da Amazônia e do Cerrado. Nos últimos 20 anos a região do MATOPIBA (acrônimo dos estados do Maranhão, Tocantins, Piauí e Bahia) tem visto a maior expansão da soja. De acordo com dados do MapBiomas de 2021, nos últimos cinco anos 76% dessa expansão ocorreu sobre áreas de vegetação nativa, e a principal causa deste desmatamento foi a expansão da soja. Atualmente a soja ocupa cerca de 38,5 milhões de hectares, aproximadamente 4,3% de todo o território brasileiro, sendo metade desta ocupação no Cerrado. Em 2008, 17% da área desmatada do Cerrado era ocupada pela soja. Segundo a base de dados Trase, entre 2012 e 2017 cerca de 27% do desmatamento no Mato Grosso, que é o maior produtor nacional, ocorreu dentro de fazendas de soja, sendo que 95% da área perdida resultou de ações ilegais, e 80% do desmatamento ilegal ficou concentrado em apenas 400 propriedades. Nas últimas duas décadas o estado foi responsável por 16% do desmatamento do Cerrado e 31% da Floresta Amazônica.
O desmatamento tem uma importante participação no declínio da biodiversidade e na alteração dos sistemas climáticos regionais, reduzindo o volume de chuvas e desregulando seus padrões costumeiros, além de secar as nascentes, o que prejudica a própria agricultura. Em média dez pequenos rios desaparecem a cada ano no Cerrado. Através da liberação do carbono estocado na vegetação, o desmatamento também é importante causa de emissão de gases do efeito estufa, que produzem o aquecimento global. Segundo dados do Sistema de Estimativas de Emissões e Remoções de Gases de Efeito Estufa, mais de 70% das emissões brasileiras provêm da agropecuária ou do desmatamento. A agropecuária sozinha, mesmo excluindo o desmatamento, ainda emite mais do que toda a indústria e transporte somados. O Brasil é atualmente o quarto maior emissor mundial de gases.

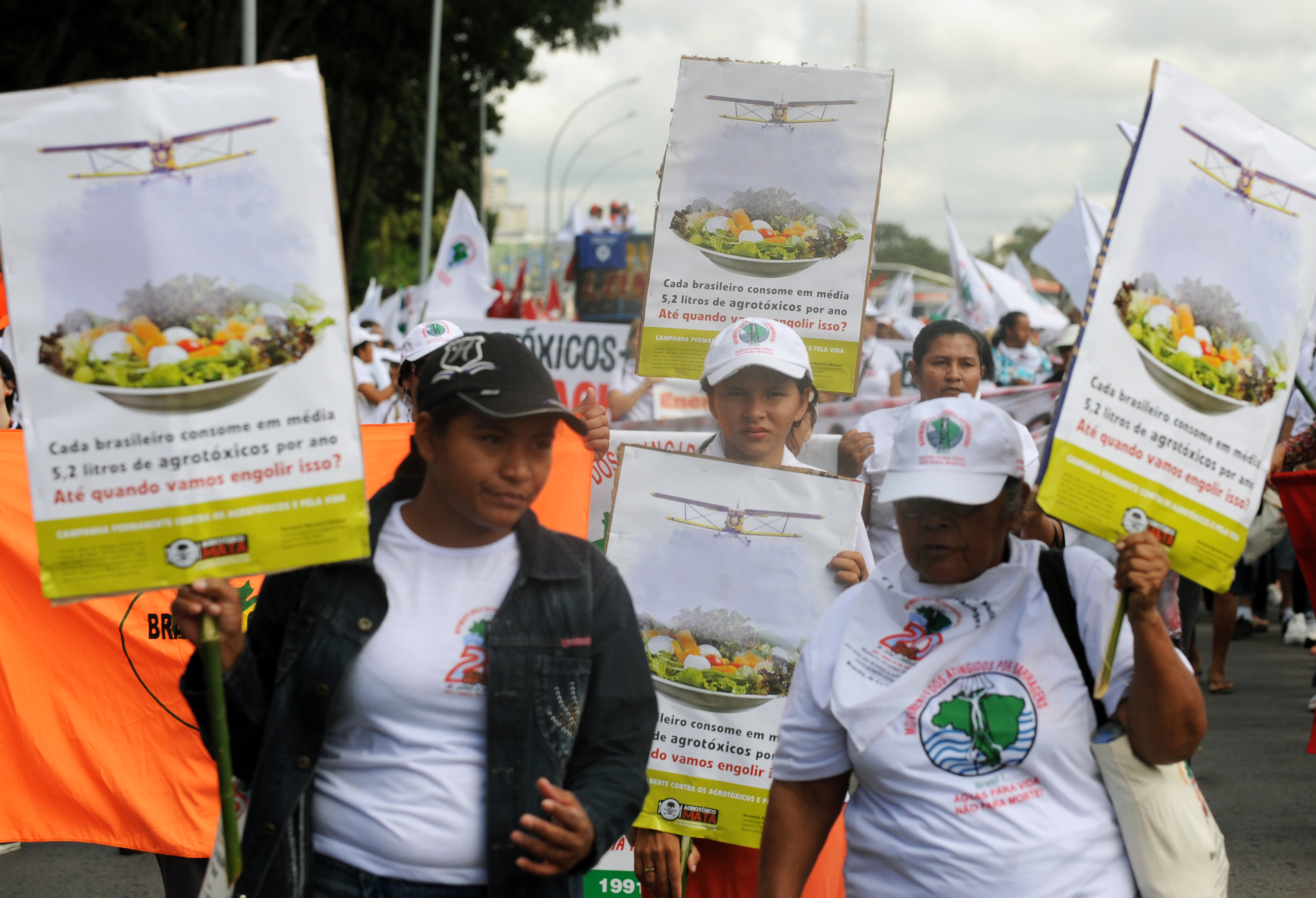
Campanha contra os Agrotóxicos e pela Vida, 2011

O sistema mais usado é a monocultura, que tipicamente deixa o solo muito exposto. Isso causa sua degradação, erosão e dessecamento, e o uso de maquinário pesado deixa o terreno compactado. Além disso, o uso intensivo de agrotóxicos, incluindo herbicidas e pesticidas, elimina espécies selvagens, polui os aquíferos e o solo e provoca problemas de saúde para os trabalhadores e para populações do entorno das lavouras. Desde 2008 o Brasil é o campeão mundial de consumo de agrotóxicos, e de todos os cultivos agrícolas no país, a soja é o que mais usa essas substâncias. De acordo com o IBGE, os agrotóxicos são a segunda maior causa de poluição dos rios no Brasil. Também são usados em larga escala nas lavouras os fertilizantes industriais, especialmente necessários na Amazônia, onde os solos são pobres e frágeis e a camada fértil se esgota em poucos anos. Embora os fertilizantes e outros corretivos aumentem a produtividade, muitas vezes têm efeitos tóxicos para o meio ambiente, entre eles eutrofização das águas, acidificação do solo e produção de gases que prejudicam a camada de ozônio.
A produção, processamento e comercialização são crescentemente dominados por um grupo reduzido de grandes empresas, levando a especulação imobiliária, concentração fundiária, conflitos pela posse da terra e grilagem. Segundo Pitta, Mendonça & Stefano, "empresas de soja divulgam políticas de desmatamento zero, mas na realidade se beneficiam do processo violento de destruição ambiental e grilagem de terras". A pressão das grandes empresas monocultoras voltadas para a exportação gera uma competição desfavorável para a agricultura familiar, que responde por cerca de 70% da produção de alimentos para consumo interno. A oferta de produtos básicos como arroz, feijão, milho e legumes é reduzida e os preços sobrem. A progressiva mecanização das lavouras produz êxodo rural, e essa população desocupada se dirige para as cidades, onde tem dificuldades para encontrar trabalho e engrossa a massa marginalizada e desassistida. A bancada ruralista tem grande representação no Congresso e sistematicamente vota para enfraquecer a legislação ambiental, indigenista, fundiária e trabalhista.